# Aganippe smeatoni
Aganippe smeatoni là một loài nhện trong họ Idiopidae.
Loài này thuộc chi Aganippe. Aganippe smeatoni được Henry Roughton Hogg miêu tả năm 1902.